# Сыртлановы
Сыртлановы (баш. Сыртлановтар) — дворянский род. Из башкир деревни Шланлыкулево Канлинской волости Казанской дороги (ныне Буздякского района Республики Башкортостан).
Башкирский род Сыртлановых во 2-й половине XIX века записан в дворянскую родословную книгу Уфимской губернии.

## Общая характеристика
Родоначальником башкирского рода Сыртлановых является Ишбулды Сыртланов (1757—1833), указной мулла.
Из сыновей Ишбулды Сыртланова наиболее известны:
- Шигабитдин Сыртланов (1793—1813) служил в звании походного есаула. Принимал участие в Отечественной войне 1812 года и заграничных походах русской армии в 1813—1814 гг.
- Шагиахмет Сыртланов (1797—?) — зауряд-есаул (1815). С 1814 года Шагиахмет Сыртланов проходил службу в XII Башкирском кантоне: в 1816 году и 1833 году — походный есаул, а в 1818—1826 гг. — юртовой старшина.
- Шагимардан Сыртланов (1803—?) — в 1816 году служил помощником старшины, а в 1834 году являлся указным муллой.
- Шагигардан Сыртланов (1804—?) — войсковой старшина. С 1821 года Шагигардан Сыртланов проходил службу в XII Башкирском кантоне: с 1828 года — урядник, с 1833 года — помощником кантонного начальника, а с 1834 года являлся кантонным начальником. В 1835 году получил звание хорунжия, в 1839 году — сотника, а в 1842 году — есаула. С 1856 года — кантонный начальник XXI Башкирского кантона. Был награждён медалью «В память Восточной войны 1853—1856 гг.». Шагигардану Сыртланову принадлежали две мельницы и один конный завод в Белебеевском уезде Оренбургской губернии. Был женат на Сарбифахриямал Мутиной.
- Гимадитдин Сыртланов (1805—?) служил указным муэдзином.
- Мифтахутдин Сыртланов (1807—?) — урядник (1829). С 1823 года Мифтахутдин Сыртланов проходил службу в XII Башкирском кантоне, а в 1831 году — в городе Оренбурге.
- Габдулвагап Сыртланов (1816—?) — урядник.
- Шигабитдин Сыртланов (1818—?) — урядник.

Из сыновей Шагиахмета Сыртланова наиболее известен Сиражетдин Сыртланов (1818—1858) — зауряд-хорунжий.
Из сыновей Шагимардана Сыртланова наиболее известен Имамутдин Сыртланов (1824—?), служивший указным муллой.
Из сыновей Шагигардана Сыртланова были наиболее известны:
- Арсланбек Сыртланов (1830—?) — зауряд-сотник (1857). С 1848 года проходил службу в XIII Башкирском кантоне, а с 1857 года являлся помощником начальника XXI Башкирского кантона. В 1850 году получил звание урядника, в 1852 году — зауряд-хорунжий. Арсланбек Сыртланов был награждён медалью «В память Восточной войны 1853—1856 гг.»
- Зигангир Сыртланов (1832—?) служил указным муллой.
- Шагисултан Сыртланов (1834—?) — сотник. В 1855 году окончил Оренбургский Неплюевский кадетский корпус. Проходил службу в XXI Башкирском кантоне, с 1861 года являлся начальником ХХ Башкирского кантона. Награждён медалью «В память Восточной войны 1853—1856 гг.». Совместно с отцом Шагигарданом Сыртлановым владел водяной мельницей и конным заводом в Белебеевском уезде.
- Шагигарей Сыртланов (1843—?) являлся шакирдом в медресе.
- Шагихайдар Сыртланов (1847—?) — депутат Государственной Думы I и II созыва от Уфимской губернии. Почётный мировой судья. От дворян Уфимской губернии являлся руководителем Самарского отдела Российского государственного дворянского собрания. Член партии «Союз мусульман»[1].

Из сыновей Шагихайдара Сыртланова были наиболее известны:
- Галиаскар Сыртланов (1875—1912) — депутат Государственной Думы III созыва от Уфимской губернии. Полковник в отставке, присяжный поверенный. Был женат на Амине Сыртлановой (Шейх-Али).
- Равиль Сыртланов (1877—1916) — генерал-майор Генерального штаба. Один из организаторов агентурной разведки в Персии, Афганистане и Восточном Туркестане, командир 166-го пехотного Ровенского полка.
- Юсуф Сыртланов (1879—?), окончил Михайловское артиллерийское училище. В 1909 году служил в 1-й Туркестанской артиллерийской бригаде в чине штабс-капитана. Во время Первой мировой войны служил в составе 1-го Иваногородского отдельного тяжелого артдивизиона на Западном фронте, с 1917 года — на Северной фронте. За отличие в боях в 1916 году был награждён Георгиевским оружием. С 1918 года служил в Башкирском войске.

К башкирскому роду Сыртлановых также принадлежит Ампир Шайбакович Сыртланов (род. 1936) — кандидат технических наук (1983). Заслуженный работник нефтяной и газовой промышленности Российской Федерации (1992), заслуженный нефтяник Республики Башкортостан (1992). В 1960 году окончил Уфимский нефтяной институт. В 1984—2003 гг. в АНК «Башнефть». Депутат Государственного Собрания — Курултая Республики Башкортостан II созыва. Награждён орденом Трудового Красного Знамени (1986), «Знак почёта» (1981).
Также к роду Сыртлановых принадлежат:
- М. И. Сыртланов (1923—1944) — командир отделения 569-го стрелкового полка, старший сержант, Герой Советского Союза.
- Р. С. Сыртланов (1908—1979) — советский башкирский актёр, театральный педагог. Заслуженный артист РСФСР (1955).